# Bromus flexuosus
Bromus flexuosus là một loài thực vật có hoa trong họ Hòa thảo. Loài này được Planchuelo mô tả khoa học đầu tiên năm 1983.